# Globalismo

Emblema de la Organización de las Naciones Unidas.

El término globalismo se refiere a diversos patrones de significado más allá de lo meramente internacional. Es utilizado por científicos políticos, como Joseph Nye, o por sociólogos como Octavio Ianni, para describir "los intentos de comprender todas las interconexiones del mundo moderno, y resaltar los patrones que las subyacen (y las explican)".
Aunque principalmente asociado a los sistemas-mundo, puede ser usado para describir otras tendencias globales. El concepto de globalismo también se usa clásicamente para distinguir entre las ideologías de la globalización (los significados subjetivos) y los procesos de globalización (las prácticas objetivas). En este sentido, el globalismo es a globalización lo que el nacionalismo es a la nacionalidad (siendo por tanto una ideología política o un sentido de pertenencia a un conjunto globalizado o "Estado global").
El término es ahora utilizado frecuentemente como un eslogan político y término paraguas por movimientos de extrema derecha para realizar críticas a la globalización económica y cultural. Este uso también ha sido asociado con el antisemitismo, ya que los antisemitas frecuentemente utilizan "globalista" para referirse a la conspiración del judío internacional.
Como idea, la solución del globalismo conoce un advenimiento, una actualización, ya sea de aceptación o de rechazo, que acompaña la percepción ciudadana de que los Estados han dejado de ser autosuficientes en aspectos como la demografía, la ciencia y la tecnología, la conciencia y la cultura, las comunicaciones, las configuraciones geoeconómicas y geoestratégicas, los distintos regímenes y, los propios valores de sociedades e individuos. 
Ha nacido un debate, impensable hasta hace unos pocos años, con perspectivas sobrecogedoras y fascinantes a la vez sobre la dimensión, el rol y la eficacia de los Estados, con adeptos al Estado mínimo, y otros, como Mario Draghi, que preconizan la preeminencia de sectores públicos potentes, aunque deficitarios en sus sistemas de bienestar social, crisis y derrumbes de los mismos.
Las redes sociales han derribado barreras geográficas y permiten la conexión instantánea entre personas de todo el mundo.
La economía globalizada traspasa las fronteras e interviene en áreas locales que sobrepasan de una forma novedosa las estructuras nacionales tradicionales que superan a los Estados, a los municipios o a los gobiernos locales o regionales en sus tomas de decisiones.
En el ámbito de las relaciones internacionales se han roto las estructuras heredadas de la Segunda Guerra Mundial, intervienen hoy actores que no son únicamente Estados sino empresas multinacionales resultando conflictos globales (medio ambiente, hambre, superpoblación, emigración, delincuencia organizada, etc.) muy difíciles de manejar en el ámbito de los Estados. 

Frente a la noción de gobernabilidad, que hace referencia de forma general a la aptitud de dirigir y que es propia del sistema político, el concepto de gobernanza –traducción castellana del término inglés governance- se asocia a la capacidad de autocoordinación, propia de redes constituidas por una variada constelación de organizaciones y entidades tanto privadas como públicas, tanto estatales como transestatales, subestatales, internacionales, etc. En este sentido, la gobernanza, esto es, la capacidad de autocoordinación de la sociedad, no depende de instituciones o reglas más o menos formales, sino que es el resultado de una permanente interacción y ajuste entre todo tipo de sujetos colectivos e individuales.
SALGADO, Argimiro Rojo. La experiencia del Estado regional en Europa: un referente para el caso español. Revista de estudios políticos, 2005, no 127, p. 233-273.

## Concepto
El concepto de globalismo comienza a formularse en los años inmediatamente posteriores al final de la Segunda Guerra Mundial con la creación de numerosos organismos supranacionales como la Organización de las Naciones Unidas, un organismo cuya creación era vista como un atentado contra la soberanía nacional de sus integrantes a ojos de los distintos círculos nacionalistas. El nacionalismo como tal había sufrido un duro golpe tras el final de la guerra mundial con la derrota de las ideologías fascista y nacionalsocialista, así como la del autoritarismo japonés, frente al marxismo-leninismo soviético y el liberalismo estadounidense y británico. El término «Naciones Unidas» fue acuñado por el gobierno de Franklin Roosevelt durante la guerra, primero como sinónimo de Aliados y luego como un proyecto para sustituir la Sociedad de Naciones, que había fracasado.
La percepción de las Naciones Unidas como un gobierno que buscaba acabar con la soberanía nacional de los distintos Estados fue bastante popular en los primeros años de la Guerra Fría y de la descolonización, sobre todo debido al apoyo de la organización al derecho de autodeterminación de las colonias europeas. Personajes públicos como el general estadounidense Edwin Walker llegaron incluso a tachar a las Naciones Unidas de comunista. En cierta manera, el término globalismo supone la contraparte derechista al concepto de cosmopolitismo burgués, utilizado ampliamente en los países del Bloque del Este. Si bien el marxismo abogaba, por lo menos en su forma original, por una unión global bajo un modelo comunista, ya antes de la Segunda Guerra Mundial comenzó a desarrollarse el concepto de patriotismo socialista, opuesto tanto al nacionalismo como al cosmopolitismo. Después de la guerra, en la República Democrática Alemana, se denunció al cosmopolitismo burgués como una ideología capital-imperialista contraria al derecho de las naciones a la independencia, la soberanía nacional y al internacionalismo proletario. Se afirmaba que el cosmopolitismo burgués promovía el desmantelamiento de las tradiciones nacionales, patrióticas y de la cultura nacional de la patria socialista y se decía que era defendido por el «imperialismo anglo-americano» con el objetivo de establecer una hegemonía mundial capitalista y así mantener la explotación del hombre por el hombre. Se defendía el amor a la patria socialista como uno de los sentimientos más profundos del pueblo trabajador, expresado en la lucha contra los conquistadores y opresores capitalistas.
Pero hay que aclarar también que el comunismo es de hecho una doctrina globalista (pero en el sentido colectivista de la palabra, eso sí) ya que propugna la unificación de toda la humanidad en una única sociedad pero cuyas características son la propiedad común de los medios de producción, la inexistencia de las clases sociales, del estado y del mercado, por lo tanto los comunistas han propugnado y siguen propugnando la creación de la República Socialista Internacional de los Soviets (un estado socialista cosmopolita, que a su vez estará conformado por estados socialistas más pequeños, los cuales mantendrán su soberanía a pesar de pertenecer a un estado socialista más grande, el cual será de carácter universal), que será remplazada por la sociedad colectivista mundial sin estado cuando se haya avanzado al comunismo.
Aunque la ideología tiene una larga historia, el globalismo emergió como un conjunto dominante de ideologías asociadas a lo largo de finales del siglo XX. A medida que estas ideologías se afianzaron y se intensificaron varios procesos de globalización, contribuyeron a la consolidación de un imaginario global conectado. En sus escritos recientes, Manfred Steger y Paul James teorizaron este proceso en términos de cuatro niveles de cambio: cambios de ideas, ideologías, imaginaciones y ontologías. La empresa de denunciar el globalismo a menudo se ha centrado en personalidades u organizaciones, en su mayoría capitalistas, que se identifican como impulsoras de este proyecto, entre ellas: Richard Coudenhove-Kalergi, Clarence Streit, David Rockefeller, la Sociedad Fabiana, el grupo Bilderberg o la Comisión Trilateral.[cita requerida]

## Descripción
Paul W. James define el globalismo, «al menos en su uso más específico [...] como la ideología dominante y la subjetividad asociadas con diferentes formaciones históricamente dominantes de extensión global. La definición implica que hubo formas premodernas o tradicionales de globalismo. y la globalización mucho antes de que la fuerza impulsora del capitalismo buscara colonizar todos los rincones del mundo, por ejemplo, volviendo al Imperio Romano en el siglo II d. C., y quizás a los griegos del siglo V a. C.»
Manfred Steger distingue entre diferentes globalismos como el «globalismo de la justicia», el «globalismo de la yihad» y el «globalismo de mercado».  El globalismo de mercado incluye el liberalismo como ideología. En su libro de 2005 El colapso del globalismo y la reinvención del mundo, el filósofo canadiense John Ralston Saul trató el globalismo como colindante con el liberalismo y la globalización liberal. Argumentó que, lejos de ser una fuerza inevitable, la globalización ya se está dividiendo en partes contradictorias y que los ciudadanos están reafirmando sus intereses nacionales de manera positiva y destructiva.
Alternativamente, el politólogo estadounidense Joseph Nye, cofundador de la teoría de las relaciones internacionales del liberalismo, generalizó el término para argumentar que el globalismo se refiere a cualquier descripción y explicación de un mundo que se caracteriza por redes de conexiones que abarcan distancias multicontinentales; mientras que la globalización se refiere al aumento o disminución del grado de globalismo. Este uso del término se originó y continúa utilizándose en debates académicos sobre los desarrollos económicos, sociales y culturales que se describen como globalización. El término se usa de una manera específica y estrecha para describir una posición en el debate sobre el carácter histórico de la globalización (es decir, si la globalización tiene precedentes o no).
Los argumentos en contra del globalismo son similares a los movidos contra la globalización, entre los que se encuentran la pérdida de la identidad cultural, la eliminación de la historia comunitaria, el conflicto de civilizaciones, la pérdida de representación política y el colapso del proceso democrático a favor de una sociedad abierta gestionada globalmente. Sin embargo, el término "globalista" también se ha utilizado como un peyorativo dirigido a enemigos políticos: en la izquierda en el contexto del movimiento antiglobalización y las protestas de la década de 1990, y en la derecha como un peyorativo de los "cosmopolitas" o de quienes favorecen a los proyectos internacionalistas sobre los nacionales. Por ejemplo, durante la elección y mandato del presidente de Estados Unidos, Donald Trump, él y miembros de su administración utilizaron el término «globalista» en múltiples ocasiones, algo que sus críticos denominaron un "silbato de perro" antisemita, con el fin de asociar a sus opositores con una conspiración judía. El término también se ha usado negativamente durante la pandemia de COVID-19 para describir a quienes promueven los confinamientos, mandatos de mascarillas y vacunas.